# فاریاب سنگویه
فاریاب سنگویه روستایی از جمله روستاهای منطقهٔ
گوده و از توابع بخش مرکزی شهرستان بستک در غرب استان هرمزگان در جنوب ایران واقع شده است.
از شمال کوه پردی، از جنوب جاده لار بستک، از مغرب روستای گردنه پاسخند، از مشرق به بیسه محدود می‌گردد.

## جمعیت
جمعیت این روستا بر اساس سرشماری سال ۱۳۸۵ جمعیت آن ۶۰۹ نفر (۱۰۸ خانوار)
بوده است. که از اهل سنت و از شاخه شافعی هستند یعنی از پیروان امام محمد ادریس شافعی می‌باشند و به زبان فارسی و به گویش محلی تکلم می‌کنند.
دارای مسجد، دبستان، راهنمایی، برق، لوله‌کشی آب، و آب‌انبار برکه می‌باشد.

## قنات
فاریاب سنگویه دارای یک رشته قنات است که با آب آن حدود ۱۰۰ من (۴۰۰ کیلوگرم) می‌توان زراعت نمود. که در گذشته جزء روستای انوه بوده است که پس از گذشت چند سال فاریاب از روستای انوه جدا شد حدود ۲۰۰۰ اصله نخل دیم و آبی وجود دارد، ویک آسیاب آبی دارد. در منطقه جنوب به آب جاری به ویژه آب قناتها فاریاب می‌گویند که بلهجه محلی پاراو نامیده می‌شود. این روستا چون دارای چشمه‌ای جاری است فاریاب نامیده شده است، و چون آسیاب آبی نیز دارد آن
را فاریاب سنگویه نامگذاری کرده‌اند.

## آبگرم
چشمه آب معدنی (آب باد) در فاریاب سنگویه واقع می‌باشد.
سرچشمه آب معدنی (آبگرم) در شمال روستا قرار دارد، این آبگرم بین اهالی منطقه بستک و لارستان، و بندر لنگه معروف است و هرساله صدها نفر برای درمان بیماری‌های پوستی و روماتیسم به این آبگرم رو می‌آورند. در اوایل تابستان و اواخر زمستان این محل مملو از افرادی است که برای استفاده از آبگرم به این مکان آمده‌اند.

## خانهٔ خیر
تعدادی خانه‌های خیر از سوی نیکوکاران در اینجا ساخته شده است برای استفاده مسافران که از راه‌های دور می‌آیند، اما گهگاه شمار افراد آنقدر زیاد می‌شود که صدها چادر برپا می‌کنند، افرادی که برای درمان به آبگرم می‌آیند معمولاً چند روز در این مکان اقامت می‌نمایند.
برای گردآوری این آب دو استخر در زمانی بسیار قدیم ساخته‌اند. چشمه آبگرم در دل کوه می‌جوشد که آب آن را به دو شاخه کرده‌اند، یک شاخه به استخر ویژه بانوان می‌ریزد، و شاخه دیگر به استخر مردان می‌ریزد. آب آن بسیار صاف و گواراست.
و بیماران پوستی و روماتیسم را شفا می‌دهد.

## فهرست منابع و مآخذ
- محمدیان، کوخردی، محمد.  «شهرستان بستک و بخش کوخرد»  ج۱. چاپ اول، دبی: سال انتشار ۲۰۰۵ میلادی.
- عباسی، قلی، مصطفی،  «بستک وجهانگیریه»، چاپ اول، تهران: ناشر: شرکت انتشارات جهان معاصر، سال ۱۳۷۲ خورشیدی.
- سلامی، بستکی، احمد.  (بستک در گذرگاه تاریخ)  ج۲ چاپ اول، ۱۳۷۲ خورشیدی.
- بالود، محمد.  (فرهنگ عامه در منطقه بستک)  ناشر همسایه، چاپ زیتون، انتشار سال ۱۳۸۴ خورشیدی.
- بنی عباسیان، بستکی، محمد اعظم،  «تاریخ جهانگیریه»  چاپ تهران، سال ۱۳۳۹ خورشیدی.
- الکوخردی، محمد، بن یوسف، (کُوخِرد حَاضِرَة اِسلامِیةَ عَلی ضِفافِ نَهر مِهران Kookherd, an Islamic District on the bank of Mehran River) الطبعة الثالثة، دبی: سنة ۱۹۹۷ للمیلاد.
- بختیاری، سعید،  «اتواطلس ایران» ، “ مؤسسه جغرافیایی وکارتگرافی گیتاشناسی، بهار ۱۳۸۴ خورشیدی.
- نگاره‌ها از: محمد محمدیان.
- محمد، صدیق «تارخ فارس» صفحه‌های (۵۰ ـ ۵۱ ـ ۵۲ ـ ۵۳)، چاپ سال ۱۹۹۳ میلادی.
- محمدیان، کوخری، محمد، “ (به یاد کوخرد) “، ج۱. ج۲. چاپ اول، دبی: سال انتشار ۲۰۰۳ میلادی.
- اطلس گیتاشناسی استان‌های ایران [Atlas Gitashenasi Ostanhai Iran] (Gitashenasi Province Atlas of Iran)